# В землянке
«В земля́нке» («Землянка», «Бьётся в тесной печурке огонь…») — советская песня времён Великой Отечественной войны. Музыка Константина Листова, стихи Алексея Суркова.

## Рождение песни
Бьётся в тесной печурке огонь,

На поленьях смола, как слеза.

И поёт мне в землянке гармонь

Про улыбку твою и глаза.

Про тебя мне шептали кусты

В белоснежных полях под Москвой.

Я хочу, чтобы слышала ты,

Как тоскует мой голос живой.
Сразу после начала Великой Отечественной войны журналист и поэт Алексей Сурков стал военным корреспондентом газеты «Красноармейская правда».
В конце осени 1941 года оборонявшая Истру 78-я стрелковая дивизия 16-й армии получила наименование 9-й гвардейской, в связи с чем Политуправление Западного фронта пригласило корреспондентов «Красноармейской правды» осветить это событие; среди прочих поехал и Сурков. 27 ноября журналисты сначала посетили штаб дивизии, после чего отправились на командный пункт 258-го (22-го гвардейского) стрелкового полка, находившийся в деревне Кашино.
По прибытии оказалось, что командный пункт отрезан от батальонов наступающей 10-й танковой дивизией Германии, а к самой деревне подходит пехота врага. Начавшийся обстрел из миномётов вынудил командиров и журналистов засесть в блиндаже. Немцы заняли соседние дома. Тогда начальник штаба полка капитан И. К. Величкин пополз к зданиям, закидывая противника гранатами, что вызвало ослабление вражеского обстрела и дало возможность пойти на прорыв. Благополучно пройдя минное поле, все отошли к речке и переправились через неё по ещё тонкому льду — под возобновившийся миномётный обстрел — к деревне Ульяшино, в которой стоял батальон.
Когда Сурков добрался до своих, то вся его шинель оказалась посечённой осколками. Тогда он сказал: «Дальше штаба полка не сделал ни шага. Ни единого… А до смерти — четыре шага». После этого оставалось только дописать: «До тебя мне дойти нелегко…»
Возвратившиеся штабисты и корреспонденты были размещены в землянке. Все были очень уставшими — настолько, что, по воспоминаниям Суркова, начальник штаба Величкин, сев есть суп, после второй ложки заснул, так как не спал четыре дня. Остальные устроились около печки, кто-то начал играть на гармони, чтобы снять напряжение. Сурков стал делать наброски для репортажа, но получились стихи.
Ночью он вернулся в Москву, где и закончил своё знаменитое стихотворение «В землянке» (вскоре ставшее песней). Текст стихотворения Сурков поместил в письме своей жене Софье Антоновне, написав на обороте листка слова «Тебе, солнышко моё!». На следующий день письмо в солдатском треугольнике было отправлено в город Чистополь, где семья Суркова находилась в эвакуации.
Дочь поэта, Наталья Алексеевна, позднее говорила о взаимоотношениях отца и матери: «Это был неспокойный союз двух совершенно противоположных по духу людей, у них были какие-то нескончаемые отношения. Папа, человек искусства, был очень лёгкий на подъём, увлекающийся, весёлый, любил людей, при этом добряк, настоящая русская деревня. А мама не любила компаний, была закрытым человеком со сложным характером, очень трезвой по духу. Но папино письмо у неё не сохранилось…»
В феврале 1942 года в редакцию газеты «Фронтовая правда» в Москве, где также начал работать Сурков, зашёл композитор Константин Листов, искавший тексты для песен. Сурков вспомнил о написанных стихах, оформил их набело и отдал (по другим сведениям — продиктовал по телефону) композитору — по собственным словам, уверенный в том, что ничего не получится. Однако через неделю Листов вернулся в редакцию и, взяв гитару у фотокорреспондента Михаила Савина, исполнил новую песню, назвав её «В землянке». Присутствовавшие одобрили композицию, а вечером Савин, попросив текст, исполнил песню сам: мелодия запомнилась с первого исполнения.
Работавший во «Фронтовой правде» писатель Евгений Воробьёв скопировал ноты и текст и вместе с Михаилом Савиным принёс их в редакцию «Комсомольской правды». Там они исполнили песню (Воробьёв пел, а Савин аккомпанировал); она понравилась слушателям и была опубликована в номере газеты от 25 марта 1942 года.
Сам Листов считал лучшим исполнителем песни Михаила Новожихина.

## Популярность
Вскоре песня пошла по фронту. Её исполняли солдаты, фронтовые творческие коллективы, в том числе она вошла в репертуар знаменитой Лидии Руслановой (именно после её исполнения в апреле 1942 года перед бойцами 2-го гвардейского кавалерийского корпуса под Волоколамском начался роман певицы с генерал-майором Владимиром Крюковым). Часто последняя строка исполняется в варианте «От твоей негасимой любви». Во время войны в некоторых исполнениях текст песни выглядел совершенно по-другому: после первых двух куплетов (без изменений) следовали не два, а четыре. Имелось также несколько песен-ответов.
Наталья Суркова вспоминала, что её отец во время одного из застолий говорил
«Люди поют: „Мне в холодной землянке тепло/ От твоей негасимой любви“, — а у меня написано — „от моей“!» На это жена ответила ему: «Вот, Алёшенька, народ тебя и поправил»…
Однако летом 1942 года на песню был объявлен негласный запрет, так как кем-то сверху строки «до тебя мне дойти нелегко, а до смерти — четыре шага» были расценены как упаднические. В августе были изъяты и почти полностью уничтожены грампластинки с записью песни в исполнении Лидии Руслановой. Поэту рекомендовали убрать упоминания о смерти — Сурков отказался. Тогда Главное политическое управление наложило запрет на трансляцию песни по фронтовому радио и её исполнение творческими коллективами. Поэт получил от шести гвардейцев-танкистов письмо со следующей просьбой: «Напишите вы для этих людей, что до смерти четыре тысячи английских миль, а нам оставьте так, как есть, — мы-то ведь знаем, сколько шагов до неё, до смерти». Всё же «оптимистичные» изменения в песне были сделаны — без ведома автора (встречается утверждение, что их осуществил Константин Симонов). О возмущении, которое вызывала эта замена у фронтовиков, рассказывала Суркову поэтесса Ольга Берггольц.
Вскоре на запрет были «закрыты глаза». В конце концов песня «В землянке» в исполнении Лидии Руслановой прозвучала у стен поверженного Рейхстага и у Бранденбургских ворот.
В послевоенные годы песню исполняли Лидия Русланова, Агитвзвод под управлением А. Владимирцова, Ефрем Флакс, Леонид Утёсов, Ренат Ибрагимов, Ярослав Евдокимов, Алла Пугачёва (бокс-сет 1996 года из 13 CD, диск 13 — «Песни на „бис“»), Дмитрий Маликов (альбом «Пианомания»), Михаил Гулько («Военный альбом»), Дмитрий Хворостовский (альбом «Песни военных лет»), Геннадий Белов, Евгений Беляев, Владимир Трошин, Павел Кашин, «Декабрь» (сборник «Мы победили!») и другие. Песня звучит в фильме «В бой идут одни „старики“» 1973 года, сериале «Апостол» 2008 года.
Текст песни был включён в фундаментальные сборники «500 жемчужин всемирной поэзии», «Три века русской поэзии» и в составленную Евгением Евтушенко антологию «Строфы века».
В мае 1999 года в деревне Кашино ребятами из клуба «Исток» города Истры установлен памятный знак. На его открытии присутствовали ветераны 9-й гвардейской дивизии и дочь поэта — Наталья Алексеевна Суркова. В Истринском районе проводятся фестивали военной песни.

## Вариации и производные песни
Существует также ответная песня — «Ответ на песню „В землянке“» — от лица той женщины, к которой боец обращается в исходной песне; а также песня-диалог этого бойца с этой женщиной.
Созданы различные переделки песни, например «сталинградский» вариант «В теплушке» 1946 года Владимира Нечаева, альпинистский и студенческий варианты.
«В землянке» переведена на ряд иностранных языков.